# Xenophrys major
Xenophrys major är en groddjursart som först beskrevs av George Albert Boulenger 1908.  Xenophrys major ingår i släktet Xenophrys och familjen Megophryidae. IUCN kategoriserar arten globalt som livskraftig. Inga underarter finns listade i Catalogue of Life.